# Vlaamse grondwet

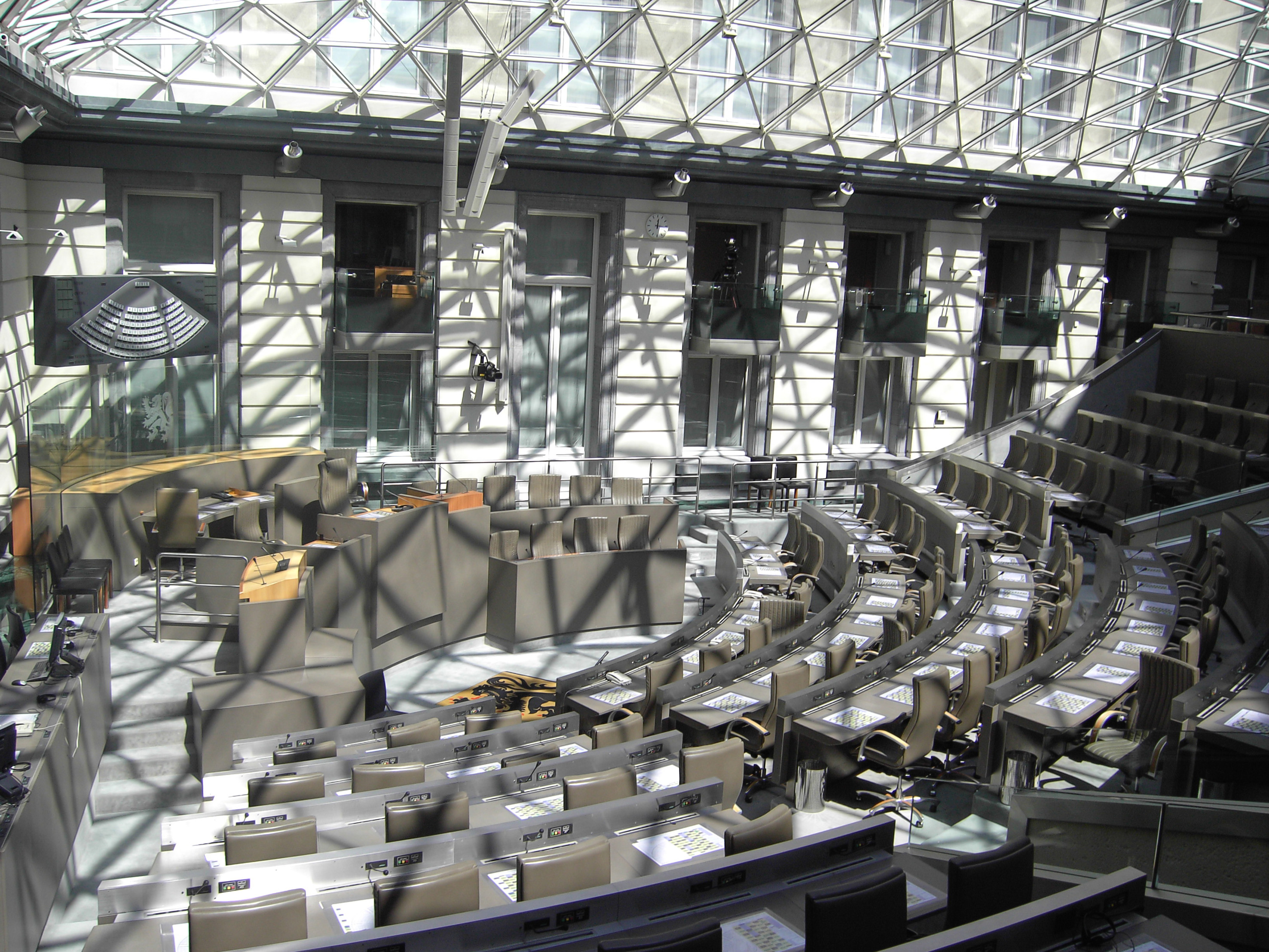
Het Vlaams Parlement, waar de meeste initiatieven werden ondernomen.

De Vlaamse grondwet is een politiek project in de Belgische deelstaat Vlaanderen met het doel te komen tot een eigen grondwet, als tegenhanger van de Belgische grondwet (hetzij eraan ondergeschikt, hetzij op gelijke voet). Naar geldend recht hebben de deelstaten geen grondwetgevende bevoegdheid. 

## Initiatieven
In 1996 publiceerden vijf academici een Proeve van Grondwet voor Vlaanderen.
Ook vanuit verschillende politieke partijen zijn er pogingen geweest tot het voorbereiden of opmaken van een Vlaamse grondwet:
- In 2002 lanceerde de toenmalige voorzitter van het Vlaams Parlement, Norbert De Batselier (sp.a), het voorstel om een Vlaamse grondwet te ontwikkelen.[2] In een toespraak ter gelegenheid van de Vlaamse Feestdag riep De Batselier de federale overheid op in de verklaring tot herziening van de grondwet, die het volgende jaar moest worden opgesteld, de mogelijkheid in te bouwen de deelstaten grondwetgevende bevoegdheid te geven, zoals dat in Duitsland, Zwitserland, de Verenigde Staten en andere federale landen het geval is. Omdat Vlaanderen geen grondwetgevende bevoegdheid had, gebruikte hij de term 'handvest'.
- In 2004 stelde VLD een ontwerp van Vlaamse grondwet voor. Hierbij zei Sven Gatz: "Vlaanderen heeft recht op een grondwet".[3]
- Tussen 2005 en 2009 werd er een 'Commissie Vlaamse Grondwet' opgericht in het Vlaams parlement.[4] In 2006 diende de Vlaams Belang-fractie in het Vlaams Parlement in deze commissie een proeve van Vlaamse grondwet in.[5] Ook in 2006 dienden CD&V en N-VA een voorstel van Vlaamse grondwet in.[6] Uit deze commissie kwam geen volwaardige Vlaamse grondwet, wel het 'Handvest voor Vlaanderen'. Dit document werd echter niet aangenomen.
- In 2015 diende Vlaams Belang een nieuw voorstel in, 'Grondwet van de toekomstige onafhankelijke Vlaamse staat', dat echter niet werd goedgekeurd.[7] In 2021 herhaalde het Vlaams Belang hetzelfde voorstel.[8]
- Vlaams minister-president Geert Bourgeois (N-VA) riep in zijn 11 juli-toespraak van 2017 op tot een zevende staatshervorming, waarbij Vlaanderen een eigen grondwet diende te krijgen.[9]
- In 2018 hield toenmalig voorzitter van het Vlaams parlement Jan Peumans (N-VA) een pleidooi voor de Vlaamse grondwet. Hij beschouwde dat als basis voor een coöperatief federalisme, waarbij de Vlaamse en de Belgische grondwet op gelijke voet zouden worden behandeld.[10]

De Vlaamse Volksbeweging organiseerde in 2019 de actie 'MaxiFlandria', een pleidooi voor een eigen Vlaamse grondwet.
Ondanks verschillende pogingen van vrijwel alle Vlaamse politieke partijen en andere maatschappelijke actoren, bleek het tot op heden onmogelijk om een Vlaamse grondwet goed te keuren in het Vlaams parlement. Hierbij verwees men naar de Raad van State, die een eenzijdige Vlaamse grondwet in strijd acht met de geldende constitutionele orde.